# Te Weherua

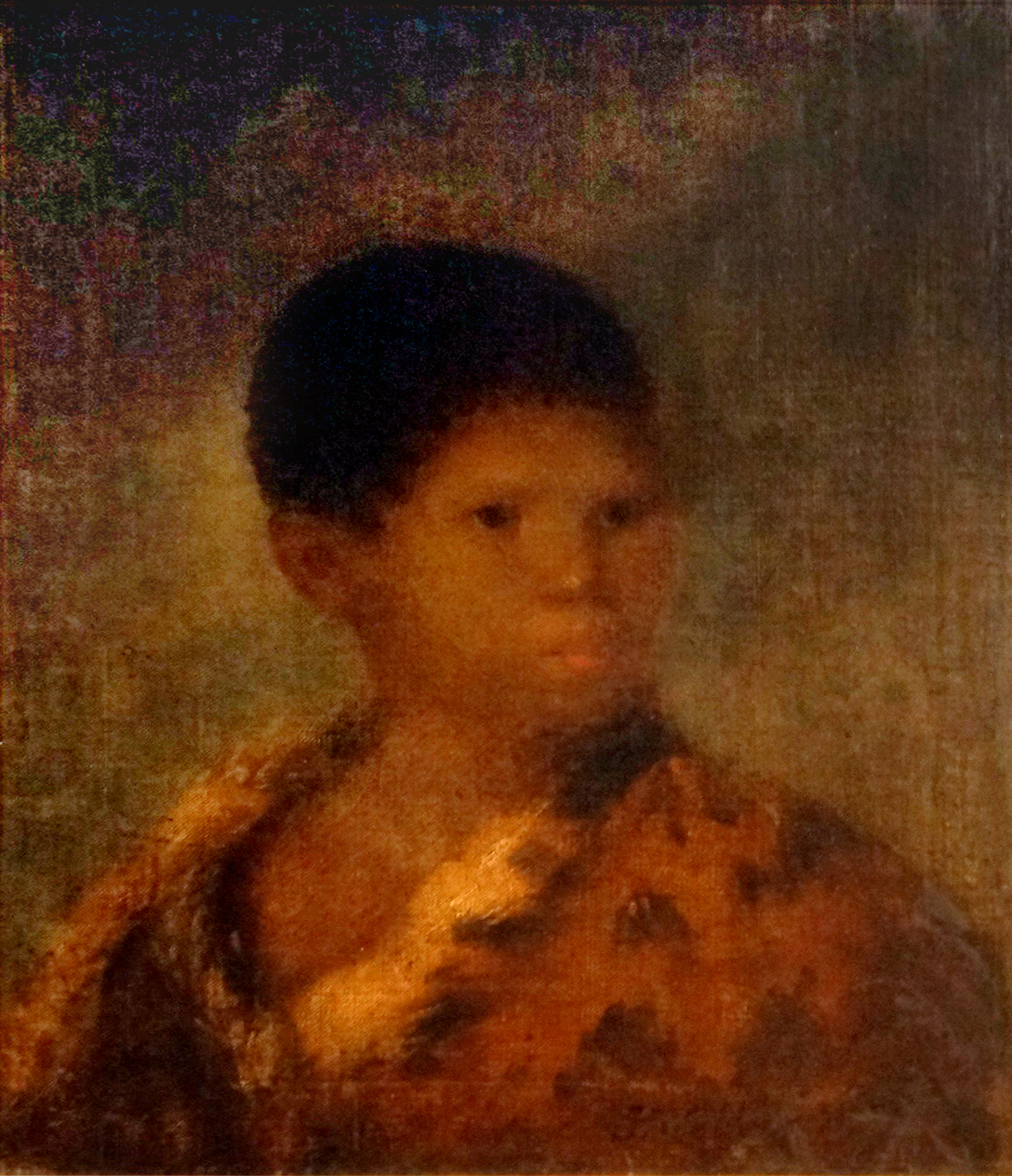
Porträt des Südseeinsulaners Taweiharooa im Bernischen Historischen Museum gemalt von John Webber (1751–1793), 1793

Te Weherua, auch Tiarooa, in älterer Schreibung Taweiharooa, Te Waiharua (* um 1760 in Neuseeland; † um 1780 in Huahine) war ein Māori, der auf der dritten Reise von James Cook auf dessen Schiff kam.

## Geschichte
Te Weherua, Sohn eines in einem der lokalen Kriege umgekommenen Māori-Häuptlings und einer hoch angesehenen Māori-Frau, hatte bereits anlässlich der ersten Südseereise Cook’s dessen Schiff am 26. Mai 1773 besucht und kam als 17- oder 18-Jähriger im Februar 1777 am Queen Charlotte Sound als außerordentliches Schiffsmitglied an Bord der Resolution, Cook’s Schiff auf dessen dritten Reise in den Pazifik. Omai, Cook’s tahitianischer Übersetzer, hatte mit Te Weherua in Ship Cove, einer kleinen Bucht am Queen Charlotte Sound Bekanntschaft geschlossen. Beide mussten Cook überzeugen, den jungen Mann auf der weiteren Reise zu den Gesellschaftsinseln mitzunehmen. Aufgrund seines Ranges als Häuptlingssohn konnte er jedoch nicht als Bediensteter Omai’s fungieren, hierfür wurde beiden ein 10- bis 12-jähriger Junge namens Koa (auch Coaa, Loa) mitgegeben. Die Besiedlung Neuseelands war durch die Māori von Ost-Polynesien ausgegangen und ist stark mit ihrer Mythologie und Tradition verbunden. Hawaiki ist der Māori-Name für dieses mythische Land, für das sich durch Cook zum ersten Mal nach vielen Jahrhunderten die Gelegenheit bot, dorthin, Richtung Ostnordost, zurückzureisen. Den Beteiligten war klar, dass es möglicherweise keine Rückkehr nach Neuseeland geben könnte.
Er segelte mit der Resolution nach Huahine, einer der Gesellschaftsinseln und Omai’s Heimat, wo er zusammen mit seinem jüngeren Begleiter Koa das Schiff verlassen musste. Te Weherua’s, Koas und Omai’s Biografien verlieren sich nach deren Landung auf Huahine. Die letzte verlässliche zeitgenössische Erkundung ist von William Bligh der Bounty 1788/89, der berichtete, dass beide Māori Anfang der 1780er Jahre verstarben, das Kind Koa vermutlich aus Kummer. Wahrscheinlich starben sie jedoch bereits zwei Jahre nach Ankunft 1778 oder 1779.
Während der Reise war er ein Informant zu verschiedenen māorischen Themen, gilt jedoch nicht als sicherer Gewährsmann, da vieles auf Hörensagen beruhte. In Cook’s Tagebüchern lässt sich eine Änderung seiner Einstellung zu den Māori feststellen, die er nun kritischer betrachtete.
Heute kommen Te Weherua und Koa noch in neuzeitlichen Gedichten vor. John Webber, der Expeditionsmaler auf Cook’s dritter Südsee-Expedition fertigte ein Ölgemälde von Te Weherua an, dieses Porträt ist heute im Bernischen Historischen Museum zu sehen.

Wahrscheinliche Wanderungsbewegung der Polynesier und Besiedlung Neuseelands durch die Māori.
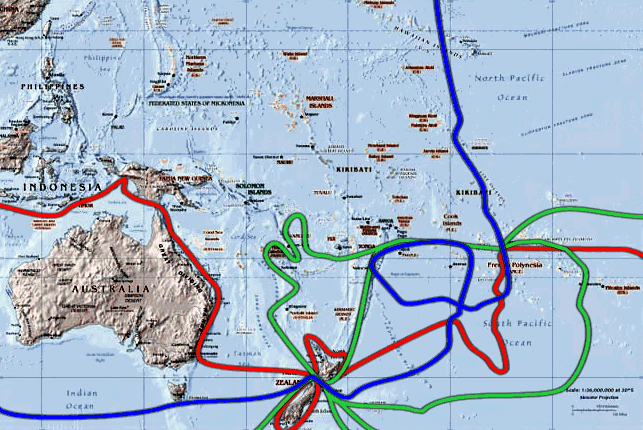
Seerouten Cook’s, in blau die dritte Seereise, die Te Weherua von Neuseeland bis Tahiti mitmachte.
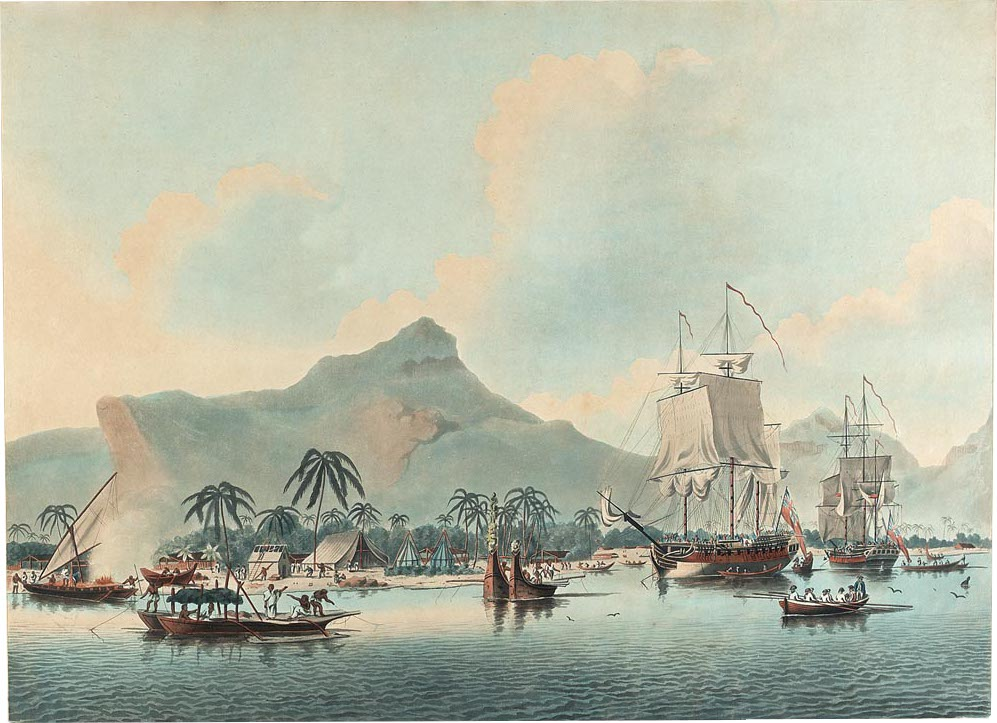
Hafen von Huahine um 1777 mit Resolution und Discovery, letzte Lebensstation des Te Weherua, zeitgenössische Farbzeichnung von John Cleveley dem Jüngeren.